# Peter Møller Jørgensen
Peter Møller Jørgensen (1958.), danski je botaničar.
Kad se citira Jørgensenov doprinos botaničkom imenu, rabi se oznaka P.Jørg.
U svezi s njegovim imenom su Passiflora insignis, Passiflora madidiana,Siphoneugena glabrata, Styloceras connatum, Passiflora discophora i Viola grandularis.